# جیمز هوپ
جیمز هوپ (انگلیسی: James Hope؛ ۳ مارس ۱۸۰۸ – ۹ ژوئن ۱۸۸۱) فرد نظامی اهل پادشاهی متحد بریتانیای کبیر و ایرلند بود.
وی همچنین برندهٔ جوایزی همچون نشان حمام شده‌است.